# Esporte Clube Aracruz
L'Esporte Clube Aracruz, noto anche semplicemente come Aracruz, è una società calcistica brasiliana con sede nella città di Aracruz, nello stato dell'Espírito Santo.

## Storia
Il club è stato fondato il 12 giugno 1954, come Esporte Clube Sauassu. Ha vinto il Campeonato Capixaba Série B nel 1990 e nel 2010. L'Aracruz ha vinto il Campionato Capixaba nel 2012, dopo aver sconfitto il Conilon in finale.

## Palmarès

### Competizioni statali
- Campionato Capixaba: 1

2012
- Campeonato Capixaba Série B: 2

1990, 2010

### Altri piazzamenti
- Campionato Capixaba:

Finalista: 2013